# Adaptive Erwartungen
Als adaptive Erwartungen bezeichnet man in der Volkswirtschaftslehre Erwartungen, die aus Vergangenheitswerten gebildet werden. Sie sind Ergebnis eines Lernverhaltens, bei dem Individuen ihre früheren Erwartungen mit der Realität vergleichen und entsprechend anpassen. Diese Situation kann auftreten, wenn die Zeit zur Herstellung einer Ware lang ist, wie dies bei vielen landwirtschaftlichen Erzeugnissen der Fall ist.

## Definition
Im Weiteren sei {\displaystyle x_{t+1}^{e}} die Erwartung bezüglich einer beliebigen ökonomischen Größe, {\displaystyle x_{t}^{e}} die frühere Erwartung bezüglich dieser Größe und {\displaystyle x_{t}} die Realisierung in einer Periode {\displaystyle t}. Ist die Erwartung adaptiv, so ist sie proportional zum Fehler bei der Vorhersage des Preises in der vorangegangenen Periode:
{\displaystyle x_{t+1}^{e}=x_{t}^{e}+\lambda (x_{t}-x_{t}^{e})}.
Dabei ist {\displaystyle \lambda } eine Zahl zwischen Null und Eins, die die Stärke der Fehlerkorrektur beschreibt: Bei einem Wert von Null findet keine Fehlerkorrektur statt, bei einem Wert von Eins wird die frühere Erwartung vollständig revidiert.
Durch Rekursion der obigen Formel, also wiederholtes Einsetzen, erhält man den folgenden Ausdruck:
{\displaystyle x_{t+1}^{e}=\lambda \sum _{j=0}^{\infty }(1-\lambda )^{j}x_{t-j}}.
Somit entspricht die aktuelle Erwartung einem gewichteten arithmetischen Mittelwert aller früheren Realisierungen.

## Bedeutung
Je nach Art des zugrundeliegenden stochastischen Prozesses können adaptive Erwartungen mit rationalen Erwartungen übereinstimmen. Unter der starken Annahme, das zugrundeliegende ökonomische Modell sei bekannt, sind rationale Erwartungen den adaptiven überlegen. Ist das zugrundeliegende Modell unbekannt, haben adaptive Erwartungen den Vorteil, dass sie dauerhafte Fehler in der Erwartungsbildung vermeiden.